# Photopearls
Photopearls, i marknadsföring skrivet PhotoPearls, är ett registrerat varumärke för ett datorprogram som körs i en vanlig persondator med vilket användaren kan "pärlifiera" (omvandla till pärlmönster) digitala bilder i datorn. Mönstret kan sedan skrivas ut på papper med numreringar som visar vilka pärlfärger som ska läggas var för att erhålla önskad bild. Programmet säljs i paket med NABBI-pärlor. År 2011 lanserades en förenklad Photopearls-app för telefonen Iphone.

## Historik
Photopearls är en svensk produkt, tillverkad i Uppsala av Munkplast AB. Produkten lanserades 2005 och har därefter fått stor medial uppmärksamhet.[källa behövs]
År 2005 blev ordet "pärlifiera" inskrivet som ett nytt svenskt ord i Språkrådets nyordslista.
Under 2009 skapades världens då största pärltavla (372 600 pärlor, 2,7 x 3,45 meter) med presidenten Barack Obama som motiv i USA av cirka 1 000 fjärdeklasselever.
Under juni 2010 godkände Guinness World Records en tavla av 410 000 pärlor som ett officiellt världsrekord. Tavlan skapades av elever på skolan Scoil Naomh Iosaf i Baltinglass i Irland.
En av världens största pärlplattor är en 7,50 x 1,50 meter stor kopia av Nattvarden. Den har byggts och finns i Önsta Gryta kyrka i Västerås.

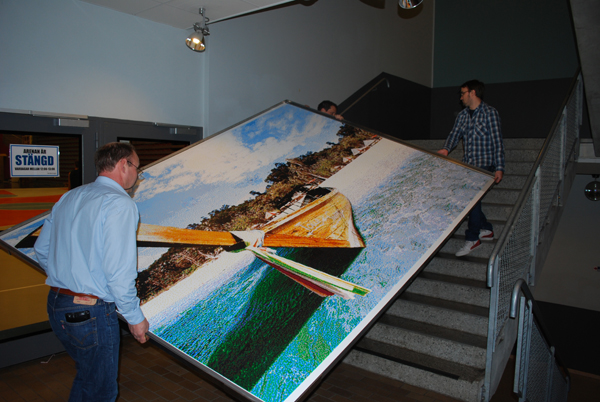
Världens tidigare största pärlplatta med 316 800 pärlor finns i Fryshuset i Stockholm.

Programmet Photopearls användes när ungdomarna på Fryshusets Gymnasium byggde världens dittills största pärlplatta med 316 800 pärlor.